# Équipe cycliste Elk Haus
L'équipe Elk Haus est une ancienne formation autrichienne de cyclisme professionnel sur route. Elle appartenait aux équipes continentales professionnelles et participait donc principalement aux épreuves des circuits continentaux, tout en pouvant profiter d’invitations sur des courses du ProTour. L'équipe disparaît après plus de 20 ans d'existence fin 2009.

## Histoire de l'équipe
L'équipe est fondée en 2001, sponsorisée par l'entreprise autrichienne Elk-Fertighaus, constructeur de maisons préfabriquées. Elle appartient alors à la catégorie des Groupes sportifs 3 (dite GS3, troisième division des équipes cyclistes au niveau international). Elle monte en GS2 en 2004. Durant la première saison du ProTour, elle fait partie des équipes continentales, puis depuis 2006 des équipes continentales professionnelles.
Son effectif a été jusqu'à sa disparition, composé essentiellement de cyclistes autrichiens.

## Principales victoires

### Classiques
- Grand Prix de Francfort espoirs : 2002 (Bernhard Kohl et 2008 (Stefan Denifl)
- Poreč Trophy : 2005 (Jochen Summer)
- Neuseen Classics : 2008 (Steffen Radochla)
- Raiffeisen Grand Prix : 2009 (Markus Eibegger)

### Courses par étapes
- Tour d'Autriche : 2008 (Thomas Rohregger)
- Tour de Thuringe : 2009 (Stefan Denifl)

### Championnats nationaux
- Championnat d'Autriche sur route : 2
  - Course en ligne : 2009 (Markus Eibegger)
  - Contre-la-montre : 2009 (Matthias Brändle)

## Classements UCI
De 1999 à 2004, le classement UCI par équipes est divisé entre GSI, GSII et GSIII. L'équipe Elk est classée parmi les Groupes Sportifs III (GSIII), la troisième division des équipes cyclistes professionnelles, en 2002 et 2003, puis en GSII en 2004. Le classement donné ci-dessous pour cette période est celui de l'équipe en fin de saison.
| Saison | Classement par équipes | Meilleur coureur au classement individuel |
| ------ | ---------------------- | ----------------------------------------- |
| 2002   | 11e (GSIII)            | Bernhard Kohl (610e)                      |
| 2003   | 41e (GSIII)            | Harald Morscher (1153e)                   |
| 2004   | 20e (GSII)             | Stefan Rucker (830e)                      |

L'équipe Elk Haus a, avec le statut d'équipe continentale en 2005 puis d'équipe continentale professionnelle à partir de 2006, participé principalement aux épreuves de l'UCI Europe Tour à partir de 2005. Le tableau ci-dessous présente les classements de l'équipe sur les différents circuits, ainsi que son meilleur coureur au classement individuel.
UCI Africa Tour
| Saison | Classement par équipes | Meilleur coureur au classement individuel |
| ------ | ---------------------- | ----------------------------------------- |
| 2008   | 12e                    | Stefan Rucker (74e)                       |

UCI America Tour
| Saison | Classement par équipes | Meilleur coureur au classement individuel |
| ------ | ---------------------- | ----------------------------------------- |
| 2009   | 21e                    | Harald Starzengruber (96e)                |

UCI Europe Tour
| Saison | Classement par équipes | Meilleur coureur au classement individuel |
| ------ | ---------------------- | ----------------------------------------- |
| 2005   | 80e                    | Jochen Summer (287e)                      |
| 2006   | 55e                    | Christian Pfannberger (109e)              |
| 2007   | 20e                    | Christian Pfannberger (20e)               |
| 2008   | 36e                    | Thomas Rohregger (46e)                    |
| 2009   | 27e                    | Markus Eibegger (75e)                     |

## Elk Haus-Simplon en 2007

### Effectif
| Cycliste              | Date de naissance | Nationalité | Équipe 2006         |
| --------------------- | ----------------- | ----------- | ------------------- |
| Martin Comploi        | 08.10.1975        | Autriche    |                     |
| Stefan Denifl         | 20.09.1987        | Autriche    | Vorarlberg          |
| Markus Eibegger       | 16.10.1984        | Autriche    | Néo-Pro             |
| Clemens Fankhauser    | 20.09.1985        | Autriche    | Néo-Pro             |
| Hannes Gründlinger    | 24.07.1977        | Autriche    |                     |
| Tomáš Konečný         | 11.10.1973        | Tchéquie    | Wiesenhof-Akud      |
| Robert Lauscha        | 05.06.1983        | Autriche    |                     |
| Wolfgang Murer        | 22.12.1979        | Autriche    |                     |
| Christian Pfannberger | 09.12.1979        | Autriche    |                     |
| Michael Pichler       | 28.07.1982        | Autriche    |                     |
| Peter Pichler         | 01.12.1969        | Autriche    |                     |
| Thomas Rohregger      | 23.12.1982        | Autriche    |                     |
| Stefan Rucker         | 20.01.1980        | Autriche    |                     |
| Harald Starzengruber  | 11.04.1981        | Autriche    |                     |
| Jochen Summer         | 28.05.1977        | Autriche    |                     |
| Harald Totschnig      | 06.09.1974        | Autriche    |                     |
| Ján Valach            | 19.08.1973        | Slovaquie   | Aposport Kröne Linz |
| Marc Weisshaupt       | 07.07.1970        | Allemagne   |                     |

## Elk Haus-Simplon en 2008

### Effectif
| Cycliste             | Date de naissance | Nationalité | Équipe 2007                |
| -------------------- | ----------------- | ----------- | -------------------------- |
| Stefan Denifl        | 20.09.1987        | Autriche    |                            |
| Markus Eibegger      | 16.10.1984        | Autriche    |                            |
| Clemens Fankhauser   | 20.09.1985        | Autriche    |                            |
| Robert Lauscha       | 05.06.1983        | Autriche    |                            |
| Wolfgang Murer       | 22.12.1979        | Autriche    |                            |
| Peter Pichler        | 01.12.1969        | Autriche    |                            |
| Steffen Radochla     | 19.10.1978        | Allemagne   | Wiesenhof Felt             |
| Thomas Rohregger     | 23.12.1982        | Autriche    |                            |
| Stefan Rucker        | 20.01.1980        | Autriche    |                            |
| Daniel Schorn        | 21.10.1988        | Autriche    | Néo-professionnel          |
| Harald Starzengruber | 11.04.1981        | Autriche    |                            |
| Jochen Summer        | 28.05.1977        | Autriche    |                            |
| Björn Thurau         | 23.07.1988        | Allemagne   | Atlas-Romer's Hausbäckerei |
| Harald Totschnig     | 06.09.1974        | Autriche    |                            |
| Gerhard Trampusch    | 11.08.1978        | Autriche    | Volksbank                  |
| Ján Valach           | 19.08.1973        | Slovaquie   |                            |

### Victoires
| Date       | Course                                   | Pays          | Classe | Vainqueur        |
| ---------- | ---------------------------------------- | ------------- | ------ | ---------------- |
| 11/03/2008 | 5e étape du Tour ivoirien de la Paix     | Côte d'Ivoire | 2.1    | Stefan Rucker    |
| 11/05/2008 | 5e étape de Szlakiem Grodów Piastowskich | Pologne       | 2.1    | Steffen Radochla |
| 12/05/2008 | Neuseen Classics                         | Allemagne     | 1.1    | Steffen Radochla |
| 13/07/2008 | Classement général du Tour d'Autriche    | Autriche      | 2.HC   | Thomas Rohregger |

## Elk Haus en 2009

### Effectif
| Coureur              | Date de naissance | Nationalité | Équipe 2008      | Équipe 2010               |
| -------------------- | ----------------- | ----------- | ---------------- | ------------------------- |
| Matthias Brändle     | 07.12.1989        | Autriche    | Néoprofessionnel | Footon-Servetto           |
| Stefan Denifl        | 20.09.1987        | Autriche    |                  | Cervélo TestTeam          |
| Markus Eibegger      | 16.10.1984        | Autriche    |                  | Footon-Servetto           |
| Clemens Fankhauser   | 20.09.1985        | Autriche    |                  | Vorarlberg-Corratec       |
| Robert Lauscha       | 05.06.1983        | Autriche    |                  |                           |
| Wolfgang Murer       | 22.12.1979        | Autriche    |                  |                           |
| Steffen Radochla     | 19.10.1978        | Allemagne   |                  | Team Nutrixxion Sparkasse |
| Stefan Rucker        | 20.01.1980        | Autriche    |                  |                           |
| Martin Schöffmann    | 31.03.1987        | Autriche    | Néoprofessionnel | Vorarlberg-Corratec       |
| Daniel Schorn        | 21.10.1988        | Autriche    |                  | Team NetApp               |
| Harald Starzengruber | 11.04.1981        | Autriche    |                  |                           |
| Jochen Summer        | 28.05.1977        | Autriche    |                  |                           |
| Björn Thurau         | 23.07.1988        | Allemagne   |                  | Bergstrasse               |
| Harald Totschnig     | 06.09.1974        | Autriche    |                  | Tyrol-Land Tirol          |
| Gerhard Trampusch    | 11.08.1978        | Autriche    |                  | ARBÖ Gourmetfein Wels     |
| Ján Valach           | 19.08.1973        | Slovaquie   |                  | Dukla Trenčín Merida      |

### Victoires
| Date       | Course                                     | Pays      | Classe | Vainqueur        |
| ---------- | ------------------------------------------ | --------- | ------ | ---------------- |
| 28/05/2009 | 2e étape du Tour de Bavière                | Allemagne | 2.HC   | Markus Eibegger  |
| 21/06/2009 | Raiffeisen GP                              | Autriche  | 1.2    | Markus Eibegger  |
| 28/06/2009 | Championnat d'Autriche sur route           | Autriche  | CN     | Markus Eibegger  |
| 25/07/2009 | 1re étape du Grand Prix Bradlo             | Slovaquie | 2.2    | Ján Valach       |
| 19/09/2009 | Championnat d'Autriche du contre-la-montre | Autriche  | CN     | Matthias Brändle |